# Mario Sequi
Mario Sequi, né le 30 juin 1913 à Cagliari (Sardaigne) et mort en 1992 à Rome, est un réalisateur et scénariste italien.

## Biographie
Sequi est né en Sardaigne en 1913. D'abord acteur de théâtre, puis assistant-metteur en scène et organisateur de spectacles, il s'installe à Rome où il commence à collaborer à des productions cinématographiques en tant que scénariste.
Il a réalisé son premier film en 1948, L'isola di Montecristo. Sequi a poursuivi cette activité jusqu'en 1974, réalisant 11 films dont les thèmes vont de l'aventure au drame social.
Il a épousé l'actrice Lya Franca (it). 

## Filmographie

### Réalisateur
- 1948 : L'isola di Montecristo (it)
- 1949 : Monastero di Santa Chiara
- 1950 : Cet amour éternel (Altura)
- 1951 : Histoire d'un crime (Cronaca di un delitto)
- 1951 : Le Trésor maudit (Incantesimo tragico)
- 1961 : Jeunesse de nuit (Gioventù di notte)
- 1965 : Les Forcenés (Gli uomini dal passo pesante)
- 1967 : Le Cobra (Il cobra)
- 1970 : La révolte gronde à Bornéo (Le tigri di Mompracem)
- 1972 : V'là que les nonnes dansent le tango ! (it) (Fratello homo sorella bona)
- 1974 : Il baco da seta
- 1975 : Les Mille et Un Plaisirs (it) (La verginella)

### Scénariste
- 1945 : O sole mio de Giacomo Gentilomo
- 1949 : Monastero di Santa Chiara de Mario Sequi
- 1950 : Cet amour éternel (Altura) de Mario Sequi
- 1951 : Histoire d'un crime (Cronaca di un delitto) de Mario Sequi
- 1951 : Le Trésor maudit (Incantesimo tragico) de Mario Sequi
- 1970 : La révolte gronde à Bornéo (Le tigri di Mompracem) de Mario Sequi
- 1975 : Les Mille et Un Plaisirs (it) (La verginella) de Mario Sequi